# Réaux-sur-Trèfle
Réaux-sur-Trèfle es una comuna nueva francesa situada en el departamento de Charente Marítimo, de la región de Nueva Aquitania.

## Historia
Fue creada el 1 de enero de 2016, en aplicación de una resolución del prefecto de Charente Marítimo de 6 de julio de 2015 con la unión de las comunas de Moings, Réaux y Saint-Maurice-de-Tavernole, pasando a estar el ayuntamiento en la antigua comuna de Réaux.

## Demografía
| Gráfica de evolución demográfica de Réaux-sur-Trèfle entre 1800 y 2013 |
|                                                                        |

Los datos entre 1800 y 2013 son el resultado de sumar los parciales de las tres comunas que forman la nueva comuna de Réaux-sur-Trèfle, cuyos datos se han cogido de 1800 a 1999, para las comunas de Moings, Réaux y Saint-Maurice-de-Tavernole de la página francesa EHESS/Cassini. Los demás datos se han cogido de la página del INSEE.

## Composición
| Comuna delegada            | Código INSEE | Población (2013) | Superficie (km²) | Densidad (hab./km²) |
| -------------------------- | ------------ | ---------------- | ---------------- | ------------------- |
| Moings                     | 17238        | 180              | 7.57             | 24                  |
| Réaux                      | 17295        | 476              | 8.96             | 53                  |
| Saint-Maurice-de-Tavernole | 17371        | 136              | 3.92             | 35                  |